# Samsung Omnia
De Samsung SGH-i900, ook wel bekend als Omnia, is een mobiele telefoon uitgebracht door Samsung. De telefoon werd in juni 2008 aangekondigd en in augustus in Europa uitgebracht.
De telefoon gebruikt het Windows Mobile 6.1-besturingssysteem en is een poging van Samsung om binnen te komen in de nieuwe touchscreenmarkt, waar telefoons als de Apple iPhone en de HTC Touch Diamond al een sterke aanwezigheid hebben.
De telefoon komt met de al geïnstalleerde applicaties om de grafische gebruikersomgeving en zijn functies meer te onderscheiden van andere Windows Mobile-telefoons:
- Samsung Today Screen 1 (alternatieve gebruikersomgeving-beginpagina)
- Samsung Today Screen 2 (gelijkvormig aan Samsung Today Screen 1)
- Samsung Widget (alternatief menu voor het applicatiemenu met widgets)